# Embraer E-Jet E2 family
La Embraer E-Jet E2 family è una famiglia di aeromobili progettata da Embraer. La nuova famiglia è basata sulla Embraer E-Jet family che andrà a sostituire. La prima variante, la E190-E2, ha effettuato il primo volo il 23 maggio 2016 entrando in servizio con Widerøe il 24 aprile 2018.
La famiglia è composta da tre varianti che condividono un design a fusoliera stretta, motori turboventola PW1000G, comandi fly-by-wire, nuova avionica e una cabina aggiornata.

## Storia del progetto
Nel 2010, proponendo un nuovo progetto per un aereo tra i 100 e i 150 passeggeri, Embraer sembrava creare un modello concorrenziale sul mercato dei jet regionali. Tuttavia a dicembre del 2010 Airbus lanciò la Airbus A320neo family, incluso l'Airbus A319neo da 124 posti e l'anno successivo Boeing lanciò la Boeing 737MAX family. Questo portò Embraer a concentrarsi su jet regionali più grandi portando nel 2011 ad un rinnovamento della Embraer E-Jet family.
Le nuove varianti si sarebbero dimostrate più concorrenziali verso la Bombardier CSeries family (ora Airbus A220). La nuova famiglia prevedeva motori aggiornati, con ventola di diametro maggiore con minori consumi, un Carrello d'atterraggio più alto ed un'ala completamente ristudiata, in alluminio o fibra di carbonio. Embraer chiamò questo nuovo progetto E-Jet di seconda generazione. Il programma venne presentato al pubblico al Paris Air Show 2013.

### Collaudo
Il primo E-Jet E2, un E190-E2 uscì dalla catena di montaggio il 25 febbraio 2016 effettuando il suo primo volo il 23 maggio dello stesso anno, da São José dos Campos. Il volo durò tre ore e venti minuti ad una velocità di Mach 0,82 raggiungendo un'altitudine di 41 000 piedi. Al contrario delle previsioni il primo volo venne effettuato prima della seconda metà del 2016 anticipando l'introduzione al primo trimestre del 2018.
Il secondo E190-E2 effettuò il primo volo l'8 luglio 2016. Il volo durò due ore e cinquantacinque minuti senza alcun incidente. Solo 45 giorni dopo il suo primo volo, il primo prototipo effettuò un volo fino al Farnborough Airshow, dimostrando maturità e sicurezza. Ad aprile 2017, dopo 650 ore di test di volo, Embraer garantì un'affidabilità del programma pari al 99%.
A giugno del 2017, metà della fase di collaudo risultava completata. Le prestazioni della nuova famiglia si rivelarono migliori del previsto: il MTOW dell'E195-E2 salì a 61 500 kg e la sua portata a 2 600 nmi (4 800 km). A luglio 2017 i cinque prototipi, quattro E190-E2 e un E195-E2, hanno raggiunto le 1 000 ore di test e la variante E190-E2 ha raggiunto il 55% della fase di collaudo.
A gennaio 2018 il 98% della campagna di collaudo risultava completata, con oltre 2 000 ore di volo. Il consumo di carburante si rivelò il 17,3% inferiore rispetto all'E190, al posto del 16% previsto, la portata aumentata e una maggiore riduzione dei rumori, 3 EPNdB in più rispetto ai 20 previsti.
Il 28 febbraio 2018 l'E190-E2 ricevette il certificato ANAC, FAA ed EASA. Si prevede che la variante E195-E2 riceverà la sua certificazione nel giugno del 2019. I primi motori per la versione 195 sono stati consegnati a febbraio 2019 e dovrebbero offrire un consumo di carburante inferiore del 24% rispetto alla versione attuale.

## Dati tecnici
| Variante                    | E175-E2                                                                       | E190-E2                                                                       | E195-E2 (E295)                                                                |
| --------------------------- | ----------------------------------------------------------------------------- | ----------------------------------------------------------------------------- | ----------------------------------------------------------------------------- |
| Equipaggio                  | 2 piloti                                                                      | 2 piloti                                                                      | 2 piloti                                                                      |
| Posti a sedere (2 classi)   | 80 (8 J+72Y)                                                                  | 96 (12 J+84Y)                                                                 | 120 (12 J+108Y)                                                               |
| Posti a sedere (1 classe)   | 90                                                                            | 114                                                                           | 146                                                                           |
| Larghezza dei sedili        | 46 cm                                                                         | 46 cm                                                                         | 46 cm                                                                         |
| Lunghezza                   | 32,4 m                                                                        | 36,24 m                                                                       | 41,5 m                                                                        |
| Altezza                     | 9,98 m                                                                        | 10,95 m                                                                       | 10,9 m                                                                        |
| Apertura alare              | 31,0 m                                                                        | 33,72 m                                                                       | 35,1 m                                                                        |
| Area alare                  | —                                                                             | 103 m²                                                                        | —                                                                             |
| Allungamento alare          | —                                                                             | 11.04                                                                         | —                                                                             |
| MTOW                        | 44 800 kg                                                                     | 56 400 kg                                                                     | 61 500 kg                                                                     |
| OEW                         | —                                                                             | 33 000 kg                                                                     | —                                                                             |
| Carico utile massimo        | 10 600 kg                                                                     | 13 700 kg                                                                     | 16 150 kg                                                                     |
| Capacità massima carburante | 8 522 kg                                                                      | 13 500 kg                                                                     | 13 300 kg                                                                     |
| Decollo (MTOW)              | 1 800 m                                                                       | 1 450 m                                                                       | 1 970 m                                                                       |
| Atterraggio (MLW)           | 1 300 m                                                                       | 1 240 m                                                                       | 1 412 m                                                                       |
| Velocità                    | Max: Mach 0.82 (473 kn, 876 km/h) / Di crociera: Mach 0.78 (450 kn; 833 km/h) | Max: Mach 0.82 (473 kn, 876 km/h) / Di crociera: Mach 0.78 (450 kn; 833 km/h) | Max: Mach 0.82 (473 kn, 876 km/h) / Di crociera: Mach 0.78 (450 kn; 833 km/h) |
| Autonomia                   | 2 017 nmi (3 735 km)                                                          | 2 850 nmi (5 280 km)                                                          | 2 600 nmi (4 800 km)                                                          |
| Altitudine massima          | 12 000 m                                                                      | 12 000 m                                                                      | 12 000 m                                                                      |
| Motori                      | 2× Pratt & Whitney PW1715G                                                    | 2× Pratt & Whitney PW1919G/21G/22G/23G                                        | 2× Pratt & Whitney PW1919G/21G/22G/23G                                        |
| Diametro dei motori         | 142 cm                                                                        | 185 cm                                                                        | 185 cm                                                                        |
| Spinta per motore           | 67 kN                                                                         | 85 ÷ 102 kN                                                                   | 85 ÷ 102 kN                                                                   |

## Utilizzatori
La Embraer E-Jet E2 family venne ufficialmente presentata durante il cinquantesimo Paris Airshow, nel giugno del 2013 con SkyWest Airlines e ILFC che firmarono i primi ordini diventando clienti di lancio.
SkyWest sarà il cliente di lancio per l'E175-E2 con 100 ordini e 100 opzioni, un ordine valutato US$ 9,36 miliardi.
ILFC era il cliente di lancio per l'E190-E2 e l'E195-E2, con 25 ordini per l'E190-E2 e 25 ordini per l'E195-E2, con altrettante opzioni per variante.
Al settembre 2021, tutti i 46 esemplari consegnati sono operativi.
Gli utilizzatori sono: 
- Helvetic Airways (12 esemplari)
- Azul Linhas Aéreas (9 esemplari)
- Air Astana (5 esemplari)
- Binter Canarias (5 esemplari)
- Air Peace (4 esemplari)
- KLM Cityhopper (4 esemplari)
- Belavia (3 esemplari)
- Widerøe (3 esemplari)
- Air Kiribati (1 esemplare)